# ラ・マルティル
ラ・マルティル （La Martyre、ブルトン語:Ar Merzher-Salaun）は、フランス、ブルターニュ地域圏、フィニステール県のコミューン。

## 歴史

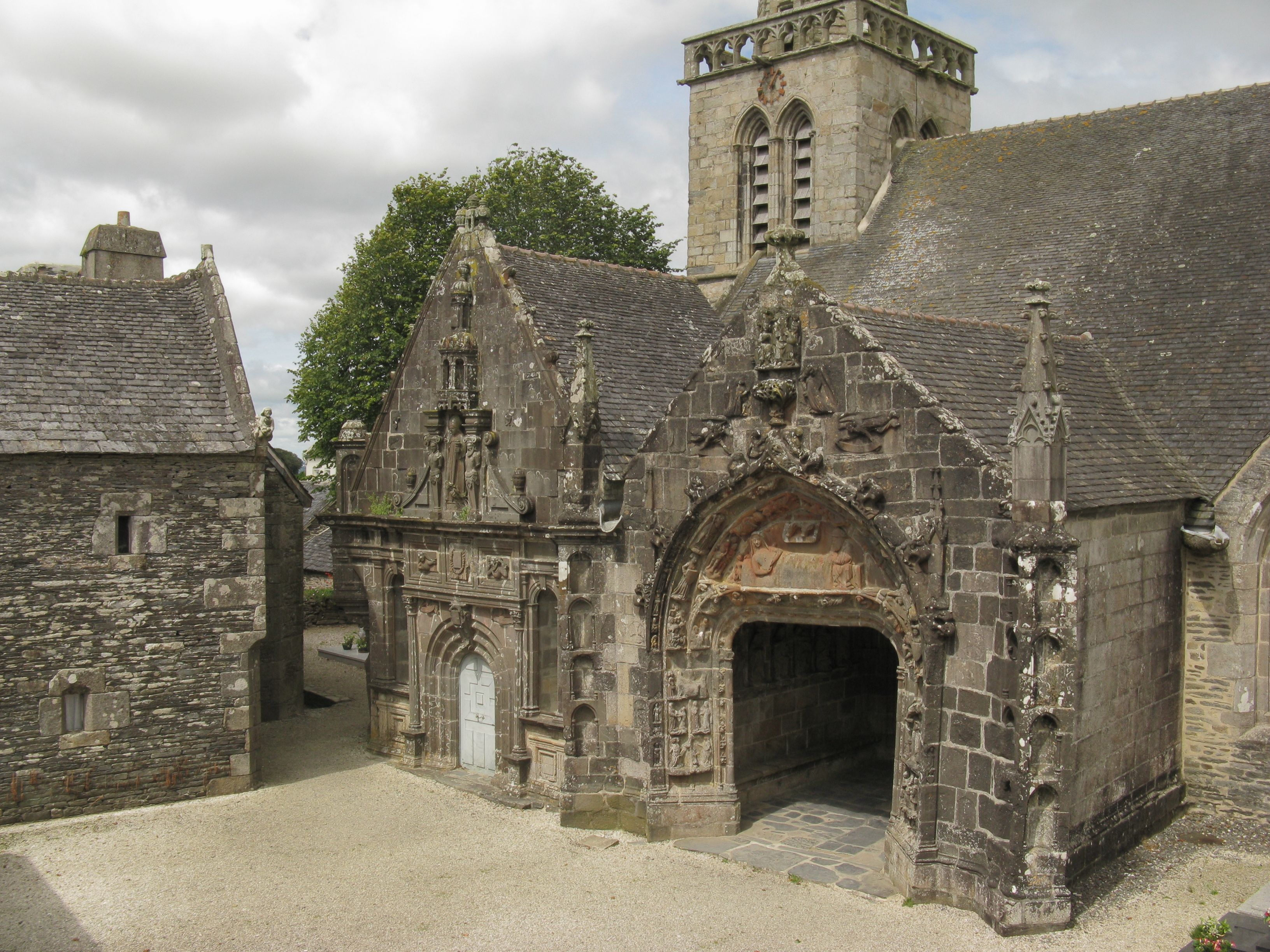
サン・サロモン教会の入口

教区は、かつては古いプルディリ教区の小教区であった。小教区の教会はもともとはノートルダム・ド・インヴォカションの下にあった（1363年にはecclesiae Beatae Mariae du Merzer、1428年にはNotre-Dame du Merzerと呼ばれていた）。
村は、874年6月25日に起きた事件によって、今のブルトン語とフランス語の名称で呼ばれるようになった。教会の中へ避難していた最後のブルターニュ王サロモン（fr）が暗殺されたのである（サロモンは修道院付属教会へ逃げ込み、そこで彼は信じがたいほどの野蛮な扱いを受けた。彼は暴力を受けて視力を失い、夜に亡くなった）。確かに、教会はラ・マルティル（"La Martyre"、受難者。ブルトン語ではAr Merzher）と呼ばれていた。Salaünとはサロモンのブルトン語名である。これは教会内を流血で冒涜した事件の記録である。村そのものがラ・マルティルと呼ばれるようになった。サロモンはその犠牲と美徳によって910年に列聖された（聖サロモンは、バチカンのウェブサイト内のカトリック殉教者の歴史内に登場する）。しかしこの伝説は、サロモン終焉の地であると主張するプレロフとの間で論争になっている。コート＝ダルモール県には、同じく殉教者を意味する名称を持つコミューン、ル・メルゼル（Le Merzer）が存在する。そこにある教区教会ノートルダム・デ・セプト・ドゥルールは、聖サロモンに捧げられている。
教区の名前の由来として他にも説がある。1683年の教区の織物職人の話では、ノルマン人侵攻さなかのヴァイキングが犯した虐殺の記録を思い出させるものだという。その記憶は処女マリアに捧げた礼拝堂で生まれ、Ar Merzerと呼ばれるようになった。
中世のラ・マルティルでは、国際的な見本市が開かれていた。布生地が取引されていた。15世紀から16世紀には最も活発であった。言い伝えによれば、ウィリアム・シェークスピアの父が見本市にやってきたと言われている。
ラ・マルティルはレオン地方の重要な生地産業の地として知られていた。ギヨーム・アブグラルはラ・マルティルのラ・ロオロック集落の農民かつ生地商人で、彼はジュロ（fr）と呼ばれる裕福な階層であった。彼は1702年に生まれて1733年に死去したが、彼の財産目録によると、7657リーブルの遺産を残した。そのうち1130リーブルは布、白い糸と生成りの糸3500リーブルであった。当時のラ・マルティルには35箇所の洗濯場があったと特定されている。
1789年4月1日に起草されたレスネヴァンの代官への第三身分陳情書に、ラ・マルティルの代表2人が名を記している。
第二次世界大戦中の1944年5月22日、イギリス空軍の飛行機が墜落し、パイロットは負傷してドイツ軍に身柄を拘束された。

## 史跡
- 教会囲い地 - レオン地方最高のものとされている。11世紀から17世紀まで建設が続いた。入口の凱旋門は16世紀のゴシック・フランボワイヤン様式。
- サン・サロモン教会 - 30年間に及ぶ修復事業が2010年に完了。後陣の3つの窓が取り替えられ、祭壇が設置された。
- 南側ポーチ - ケルサントン石を用いて、キリストの生涯からいくつかのシーンを描いており、ティンパヌムとアーチ上は聖母マリアに捧げられている。

## 人口統計
| 1962年 | 1968年 | 1975年 | 1982年 | 1990年 | 1999年 | 2006年 | 2010年 |
| ------ | ------ | ------ | ------ | ------ | ------ | ------ | ------ |
| 509    | 527    | 575    | 580    | 596    | 730    | 769    | 763    |

ラ・マルティルの人口増減グラフ

参照元:1999年までEHESS、2000年以降INSEE